# Komárov (district de Beroun)
Pour les articles homonymes, voir Komárov.
Komárov (en allemand : Komrau) est un bourg (městys) du district de Beroun, dans la région de Bohême-Centrale, en République tchèque. Sa population s'élevait à 2 408 habitants en 2024.

## Géographie
Komárov se trouve à 9 km au sud-sud-ouest de Žebrák, à 25 km au sud-ouest de Beroun et à 52 km au sud-ouest de Prague.
La commune est limitée par Újezd et Osek au nord, par Hvozdec et Chaloupky à l'est, par Malá Víska et Zaječov au sud, et par Jivina et Olešná à l'ouest.

## Histoire
La première mention écrite de la localité date de 1263. La commune a le statut de městys depuis le 10 octobre 2006.